# Параскеви
Параскеви (грч. Παρασκευή) је насељено место у општини Дескати у периферији Западна Македонија, Грчка. Према попису из 2021. године био је 91 становник.
Насеље је 1913. године имало 127 житеља Грка.